# Liste der Kulturdenkmäler in Hamburg-Sülldorf
Die Liste der Kulturdenkmäler in Hamburg-Sülldorf enthält die in der Denkmalliste ausgewiesenen Denkmäler auf dem Gebiet des Stadtteils Sülldorf der Freien und Hansestadt Hamburg.
Basis ist der Datensatz Denkmalliste Hamburg auf dem Transparenzportal Hamburg. Dieser enthält alle Objekte, die rechtskräftig nach dem Hamburger Denkmalschutzgesetz vom 5. April 2013 unter Denkmalschutz stehen (§ 6 Abs. 1 DSchG HA) oder zumindest zeitweise standen. Die Denkmalliste steht auch als PDF-Dokument zur Verfügung. Alle Denkmäler in Sülldorf, die schon nach dem Denkmalschutzgesetz vom 3. Dezember 1973, zuletzt geändert am 27. November 2007, unter Denkmalschutz standen, sind auch auf der Liste der Kulturdenkmäler im Hamburger Bezirk Altona zu finden.

## Legende
- ID: Gibt die vom Denkmalschutzamt Hamburg vergebene Objekt-ID (Identifikationsnummer) des Kulturdenkmals an, (in Klammern gegebenenfalls die Denkmalnummer nach altem Denkmalschutzgesetz).
- Adresse: Nennt den Straßennamen und, wenn vorhanden, die Hausnummer des Kulturdenkmals. Die Grundsortierung der Liste erfolgt nach dieser Adresse.
- Art: Zeigt an, ob es ein Objekt („O“) oder ein Ensemble („E“) ist.
- Datierung: Gibt die Datierung an; das Jahr der Fertigstellung bzw. den Zeitraum der Errichtung.
- Ensemble: Gibt die Nummer des Ensembles an, zu der das Objekt gehört, bzw. bei Ensembles die Nummer des Ensembles selbst.

Hinweis: Die Grundsortierung der Liste erfolgt nach der Adresse und ist alternativ nach ID, Art (Objekt oder Ensemble), Typ, Datierung, Entwurf oder Kurzbeschreibung sortierbar.

| ID           | Adresse                                                                                       | Art | Typ | Kurzbeschreibung                                                                                   | Datierung                                                                       | Entwurf | Ensemble | Bild           |
| ------------ | --------------------------------------------------------------------------------------------- | --- | --- | -------------------------------------------------------------------------------------------------- | ------------------------------------------------------------------------------- | --- | -------- | -------------- |
| 29438 (1886) | Anne-Frank-Straße 82 (Lage)                                                                   | O   | Wohnhaus | Wohnhaus mit gärtnerisch gestalteter unmittelbarer Umgebung einschl. baulicher Ausstattung         | 1950                                                                            | Brokmann, Werner |          |                |
| 39119        | Heidhofsweg 2 (Lage)                                                                          | E   | | Heidhofsweg 2                                                                                      |                                                                                 | | 39119    |                |
| 28694        | Heidhofsweg 2 (Lage)                                                                          | O   | Wohnhaus; Baumreihe (vor dem Haus)                                                                                    | | 1842; 1913 (Umbau)                                                              | | 39119    |                |
| 30374        | Lehmkuhlenweg 9, 11 (Lage)                                                                    | E   | | Lehmkuhlenweg 9-11                                                                                 |                                                                                 | | 30374    |                |
| 16112        | Lehmkuhlenweg 9 (Lage)                                                                        | O   | Hofanlage (Wohnwirtschaftsgebäude; Wirtschaftsgebäude; Stall; Remise/Scheune; Hoffläche (baumbestanden); Rasenfläche) | Hof von Appen                                                                                      | 1856/58 (Wohnwirtschaftsgebäude); 1910 (Wohnwirtschaftsgebäude, Dacherneuerung) | | 30374    | BW             |
| 17411        | Lehmkuhlenweg 11 (Lage)                                                                       | O   | Hofanlage (Wohnwirtschaftsgebäude; Wirtschaftsgebäude; Stall; Remise/Scheune; Hoffläche (baumbestanden); Rasenfläche) | Hof von Appen                                                                                      | 1856/58 (Wohnwirtschaftsgebäude); 1910 (Wohnwirtschaftsgebäude, Dacherneuerung) | | 30374    |                |
| 15608 (1294) | Marienhöhe 30 (Lage)                                                                          | O   | Gutshaus | Gut Marienhöhe, Gutshaus                                                                           | 1871, um                                                                        | |          | weitere Bilder |
| 29439        | Sülldorfer Kirchenweg 151 (Lage)                                                              | O   | Friedhof (Friedhofskapelle; Glockenturm; Toranlage/Einfriedung; Grabstätten)                                          | Friedhof Blankenese, Friedhofsanlage mit Friedhofskapelle, -tor und einigen historischen Grabmalen | 1902 (Einrichtung des Friedhofs); 1902/03 (Toranlage); 1926/27 (Kapelle);       | Nicht ermittelt; Sahling, J. (Toranlage); Winkelmann, F./Hatje, Johannes (Kapelle); Grundmann & Sandtmann (Grundmann, Friedhelm/Sandtmann, Horst) (Glockenturm) |          | weitere Bilder |
| 16092        | Sülldorfer Kirchenweg 187, 189 (Lage)                                                         | O   | Kirche | St. Michaelskirche                                                                                 | 1954/57                                                                         | Rehder, Otto |          | weitere Bilder |
| 38900        | Sülldorfer Kirchenweg 198, 198 (Lage)                                                         | E   | | Hof Sülldorfer Kirchenweg 198                                                                      |                                                                                 | | 38900    |                |
| 17414        | Sülldorfer Kirchenweg 198 (Lage)                                                              | O   | Wohnwirtschaftsgebäude                                                                                                | | 19. Jh., 4. Viertel; 1901 (Umbau)                                               | | 38900    |                |
| 38901        | Sülldorfer Kirchenweg 198 (Lage)                                                              | O   | Scheune | | 19. Jh., 4. Viertel                                                             | | 38900    |                |
| 44288        | Sülldorfer Kirchenweg 198, 198 (Lage)                                                         | O   | Baumreihe | Baumreihe, Schneitelbäume                                                                          |                                                                                 | | 38900    |                |
| 30471        | Sülldorfer Kirchenweg 209, 213 (Lage)                                                         | E   | | Hof Timmermann-Dierks Sülldorfer Kirchenweg 209-213                                                |                                                                                 | | 30471    |                |
| 17415        | Sülldorfer Kirchenweg 209 (Lage)                                                              | O   | Stall (Wohnwirtschaftsgebäude (nach Anbau des Wohnteils mit Pferdestall 1910))                                        | Hof Timmermann-Dierks                                                                              | 19. Jh., 2. Hälfte (Stall); 1910 (Anbau Wohnteil)                               | Nicht bekannt (Stall); Vollmer, Ernst (Wohnteil 1910) | 30471    |                |
| 17416        | Sülldorfer Kirchenweg 213 (Lage)                                                              | O   | Altenteiler | | 19. Jh., spätes; 1949 (Wiederherstellung)                                       | | 30471    |                |
| 39137        | Sülldorfer Kirchenweg 215, 219, 223 (Lage)                                                    | E   | | Hof Langeloh-Ladiges Sülldorfer Kirchenweg 215-223                                                 |                                                                                 | | 39137    |                |
| 29039        | Sülldorfer Kirchenweg 215 (Lage)                                                              | O   | Wohngebäude | | 20. Jh., frühes                                                                 | | 39137    |                |
| 17431        | Sülldorfer Kirchenweg 219 (Lage)                                                              | O   | Wohnwirtschaftsgebäude                                                                                                | | 1875, um                                                                        | | 39137    |                |
| 17418        | Sülldorfer Kirchenweg 223 (Lage)                                                              | O   | Altenteiler (Kate) | | 1834                                                                            | | 39137    |                |
| 16091 (850)  | Sülldorfer Kirchenweg 224 (Lage)                                                              | O   | Altenteiler (Kate) | | 18. Jh.                                                                         | |          |                |
| 16090 (858)  | Sülldorfer Kirchenweg 254 (Lage)                                                              | O   | Kleinwohnhaus (Kate)                                                                                                  | | 19. Jh., 2. Drittel                                                             | |          |                |
| 30473        | Sülldorfer Kirchenweg 258, 262, 264, hinter Nr. 262 (Lage)                                    | E   | | Sülldorfer Kirchenweg 258-264                                                                      |                                                                                 | | 30473    |                |
| 17424        | Sülldorfer Kirchenweg 258 (Lage)                                                              | O   | Wohnwirtschaftsgebäude                                                                                                | Hof Gerkens                                                                                        | 1900, um; 20. Jh (Anbau nach Osten)                                             | | 30473    |                |
| 30372        | Sülldorfer Kirchenweg 259, 259a, 259b, 259c, 259d, 259e, 259f, 259h (Lage)                    | E   | | Sülldorfer Kirchenweg 259-259f, 259g-259h                                                          |                                                                                 | | 30372    |                |
| 16089 (729)  | Sülldorfer Kirchenweg 259, 259a, 259b, 259c, 259d, 259e, 259f (Lage)                          | O   | Hofanlage (Wohnwirtschaftsgebäude; Scheune (Fachwerk); Hofflächen; Einfriedung)                                       | Hof Behrmann                                                                                       | 19. Jh., Mitte                                                                  | | 30372    |                |
| 17410 (729)  | Sülldorfer Kirchenweg 259h (Lage)                                                             | O   | Hofanlage (Wohnwirtschaftsgebäude; Scheune (Fachwerk); Hofflächen; Einfriedung)                                       | Hof Behrmann                                                                                       | 19. Jh., Mitte                                                                  | | 30372    |                |
| 17423        | Sülldorfer Kirchenweg 262 (Lage)                                                              | O   | Altenteiler | Hof Gerkens                                                                                        | 1904, vor (Altenteiler)                                                         | | 30473    |                |
| 17422        | Sülldorfer Kirchenweg 264 (Lage)                                                              | O   | Altenteiler (Kate) | Hof Gerkens                                                                                        | 1749, vor                                                                       | | 30473    |                |
| 30472        | Sülldorfer Kirchenweg 268, 274 (Lage)                                                         | E   | | Sülldorfer Kirchenweg 268-274                                                                      |                                                                                 | | 30472    |                |
| 17420        | Sülldorfer Kirchenweg 268 (Lage)                                                              | O   | Kate/Altenteiler | | 18. Jh., spätes/19. Jh. frühes                                                  | | 30472    |                |
| 17421        | Sülldorfer Kirchenweg 274 (Lage)                                                              | O   | Hofanlage (Wohnwirtschaftsgebäude; Nebengebäude; Altenteiler)                                                         | | 19. Jh., 4. Viertel                                                             | | 30472    |                |
| 29038        | Sülldorfer Kirchenweg hinter Nr. 262 (Lage)                                                   | O   | Stallgebäude | Hof Gerkens                                                                                        | 19. Jh.                                                                         | | 30473    |                |
| 17413        | Sülldorfer Kirchenweg nordwestlich der Kirche, hinter dem Denkmal für 1870/71 (Lage)          | O   | Kriegerdenkmal (Kriegerdenkmal 1914/18 und 1939/45)                                                                   | Denkmal für die Gefallenen der Kriege 1914/18 und 1939/45                                          | 1925; 1974 (Ergänzung)                                                          | Witt, Oskar |          |                |
| 17412        | Sülldorfer Kirchenweg nordwestlich der Kirche, vor dem Denkmal für 1914/18 und 1939/45 (Lage) | O   | Kriegerdenkmal (Kriegerdenkmal 1870/71)                                                                               | Denkmal für einen Gefallenen des Krieges 1870/71, Widmung Franz Petersen                           | 19. Jh., spätes                                                                 | |          |                |